# Polygala salasiana
Polygala salasiana là một loài thực vật có hoa trong họ Polygalaceae. Loài này được Gay miêu tả khoa học đầu tiên năm 1846.